# フジボウ愛媛
フジボウ愛媛株式会社（フジボウえひめ）は、愛媛県西条市大新田に本社を置く企業。富士紡ホールディングスの子会社。

## 事業所
- 本社･壬生川工場 - 愛媛県西条市大新田272
- 小山工場 - 静岡県駿東郡小山町小山47
- 小坂井工場 - 愛知県豊川市伊奈町南山新田350
- 大分工場 - 大分県大分市大字青崎11-2
- 東京営業所 - 東京都中央区日本橋人形町1-18-12

## 沿革
- 1934年 - 愛媛県周桑郡壬生川町より敷地の提供を受け、明正レーヨン株式会社壬生川工場として発足。
- 1941年 - 富士紡績株式会社に合併。
- 1977年 - 富士紡績より分社し、フジボウ愛媛株式会社設立。
- 1998年 - 硬質ポリウレタン製造開始。
- 1999年 - 広幅フィルム（1700mm）製造ラインを追加。
- 2003年 - ISO 9001:2000取得。
- 2004年 - 超広幅フィルム（2400mm）製造ラインを追加。
- 2006年 - 硬質ポリウレタン製造ラインを追加。
- 2007年 - 小山工場稼動開始、シリコンウェハー両面研磨用硬質ポリウレタンパッド新工場設立。
- 2008年 - 超々広幅フィルム（3500mm）製造ラインを追加。
- 2009年 - ISO 14001:2004を取得。
- 2010年 - CMP対応研磨評価棟および機器設備設置。ISO 9001:2008を取得。
- 2012年 - フジボウ小坂井株式会社を吸収合併。
- 2021年 - 吸収分割により当社の合成繊維部門及びステンレス繊維部門をフジボウテキスタイルに承継[3]。